# Erwin Leiser
Erwin Leiser, född 16 maj 1923 i Berlin, död 22 augusti 1996 i Zürich, var en tyskfödd svensk författare, journalist och filmregissör, bosatt i Sverige 1938–1966.

## Biografi
Erwin Leiser var son till advokaten Herman Leiser och Emmy, född Abrahamson. År 1938 flydde familjen, som hade judiskt påbrå, till Sverige för att undkomma nazisterna. Han blev 1946 fil. kand. vid Lunds universitet och arbetade därefter som journalist och teater- och litteraturkritiker för tidningarna Arbetet, Arbetartidningen och Morgon-Tidningen, vars redaktör han var 1950–58.
Vid sidan av sitt journalistiska arbete översatte han tyskspråkig litteratur till svenska. Han var en av de första initiativtagare till översättning av nobelpristagaren Nelly Sachs, och har översatt verk av Bertolt Brecht, Friedrich Dürrenmatt och Max Frisch. Detta arbete ledde honom till att publicera en internationell teaterårsbok, Tidens teater.
Som filmregissör sammanställde Leiser dokumentärfilmer om nazismen, t.ex. Den blodiga tiden (1960), och har också gett ut boken Sånger mellan krigen (1955). Mest känd är han för dokumentärfilmen Mein Kampf (1959), baserad på nazistiskt material från hemliga arkiv, som skildrar nazisternas grymheter. Filmen betraktas fortfarande som en klassiker bland dokumentärerna om denna period av nationalsocialismen. Senare konfronterade han fascismen, speciellt den tyska varianten och bearbetning av dess brott, vilket också definierade temat för hans filmiska och journalistiska arbete.
År 1961 lämnade Leiser Sverige och flyttade till Zürich, där han levde fram till sin död. År 1967 var han medlem i juryn vid filmfestivalen i Venedig.

### Medverkande
- Bertolt Brecht, Sånger mellan krigen (Stockholm: FIB:s Lyrikklubb, 1955)
- Berömda berättare om världsstäder, red.; ill. Adolf Hallman (Stockholm: Folket i Bild, 1956)
- Skymningslek: kärlekslyrik, red.; ill. Martin Lamm (Stockholm: FIB:s Lyrikklubb, 1958)
- Majakovskij, Ett moln i byxor (FIB:s lyrikklubb 1958)
- Nelly Sachs, Flykt och förvandling: ett dikturval, red. (Stockholm: FIB:s Lyrikklubb, 1961)

### Översättare
- Friedrich Dürrenmatt, Stopp i motorn: radiopjäs (Die Panne) (Stockholm: Radioteatern, 1957)
- Nattstycken: dikter om kärlek, red. och övers.; ill. Ingrid Rosell-Lindahl (Stockholm: FIB:s Lyrikklubb, 1960)
- Joseph Roth, Legenden om den helige drinkaren (Die Legende vom heiligen Trinker), ill. Ingrid Rosell-Lindahl (Stockholm: Sällskapet Bokvännerna, 1962)
- Max Frisch, Biedermann och pyromanerna; Andorra: två pjäser, övers. tillsammans med Olof Molander (Stockholm: Bonniers, 1964)
- Heinar Kipphardt, Fallet Oppenheimer (In der Sache J. Robert Oppenheimer), övers. tillsammans med Vera Leiser (Göteborg: Göteborgs stadsteater, 1965)
- Bertolt Brecht, Galilei (Leben des Galilei), övers. tillsammans med Herbert Grevenius, bearb. Alf Sjöberg (Stockholm: Kungl. Dramatiska Teatern, 1974)

## Filmografi
- Mein Kampf (1959)
- Den blodiga tiden (1960)
- Eichmann – dödens agent (1961)
- Välj livet (1963)
- Deutschland, erwache! (1968)
- Zum Beispiel Fritz Lang (1968)
- Keine Welt für Kinder (1972)
- Ich lebe in der Gegenwart – Versuch über Hans Richter (1973)
- Leben nach dem Überleben (1982)
- Die Mitläufer (1985)
- Hiroshima – Erinnern oder Vergessen? (1985)
- Die Welt im Container (1987)
- Hitlers Sonderauftrag Linz (1987)
- Eldprovet – novemberpogrom 1938 (1988)
- 1937 – Kunst und Macht (1992)
- Alla var med i Hitlerjugend (1992)
- Die UFA – Mythos und Wirklichkeit (1993)
- Pimpf war jeder (1993)
- Tio bröder var vi … (1995)
- Otto John: eine deutsche Geschichte (1995)
- Feindbilder (1995)
- Hela mitt liv har varit en konst: en film om Otte Sköld (1996)